# M. Cherif Bassiouni

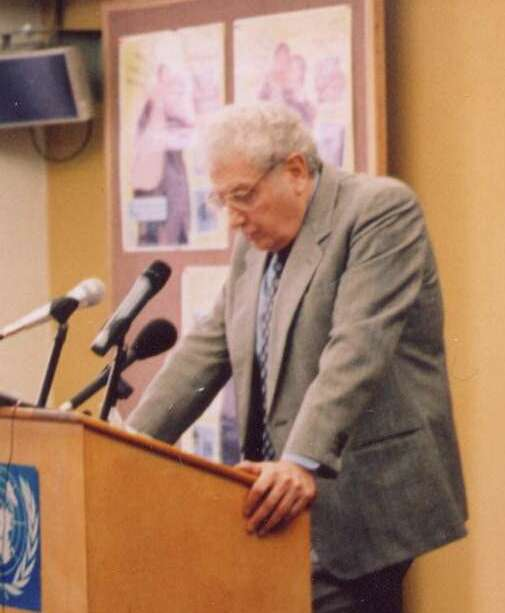
M. Cherif Bassiouni (2005)

Mahmoud Cherif Bassiouni (arabisch محمود شريف بسيوني, DMG Maḥmūd Šarīf Basyūniyy; * 19. Dezember 1937 in Kairo; † 25. September 2017 in Chicago) war ein ägyptisch-amerikanischer Jurist. Er wirkte von 1964 bis 2012 als Hochschullehrer an der DePaul University und gilt als einer der führenden Experten im Bereich des Völkerstrafrechts, dessen Entstehung und Entwicklung er maßgeblich beeinflusste. Zu den Auszeichnungen, die ihm in Anerkennung seiner Verdienste verliehen wurden, zählen unter anderem der The Hague Prize for International Law, Ehrendoktortitel verschiedener Hochschulen, das Große Bundesverdienstkreuz und die Aufnahme in die Ehrenlegion.

## Leben
Cherif Bassiouni wurde 1937 als Sohn eines ägyptischen Diplomaten in Kairo geboren und trat, nach rechtswissenschaftlichen Studien in Frankreich, der ägyptischen Armee bei. Im Jahr 1956 wurde er während der militärischen Auseinandersetzungen im Rahmen der Sueskrise verwundet. Nach einer kurzen Tätigkeit für Staatspräsident Gamal Abdel Nasser setzte er an der Universität Kairo sein Studium fort. Er folgte dann 1962 seiner Mutter in die USA, wo er 1964 einen JD an der juristischen Fakultät der Indiana University sowie zwei Jahre später einen LL.M. an der John Marshall Law School in Chicago erlangte und 1967 auch die amerikanische Staatsbürgerschaft annahm.
An der George Washington University promovierte er 1973 zum SJD. Von 1964 bis zu seiner Emeritierung im Jahr 2012 wirkte er als Hochschullehrer an der DePaul University, an der er sich im Bereich des Völkerstrafrechts spezialisierte und 1990 zu den Mitgründern des International Human Rights Law Institute gehörte, das er von 1990 bis 1997 leitete. Darüber hinaus fungierte er mehrfach als Berater für sein Heimatland Ägypten, so unter anderem zum Ende der 1970er Jahre bei den Verhandlungen zum Camp-David-Abkommen. Für die Vereinten Nationen gehörte er mehreren Komitees und Untersuchungskommissionen an, darunter 1978 das Expertenkomitee zur Ausarbeitung der UN-Antifolterkonvention, 1993/1994 die Expertenkommission zur Untersuchung von Menschenrechtsverstößen im ehemaligen Jugoslawien und 1995 das Vorbereitungskomitee für den Internationalen Strafgerichtshof. Er starb am 25. September 2017 im Alter von 79 Jahren.

## Auszeichnungen
Cherif Bassiouni erhielt für sein Wirken unter anderem 2007 den The Hague Prize for International Law und 2012 den Wolfgang Friedmann Memorial Award der juristischen Fakultät der Columbia University. Die Universität Turin (1981), die Universität Pau (1986), die Niagara University (1997), die National University of Ireland, Galway (2001), die Catholic Theological Union (2009), die Case Western Reserve University (2010), die Universität Gent (2011), die Universität Tirana (2013) und die Universität Salzburg (2013) verliehen ihm die Ehrendoktorwürde. Für 2014 wurde ihm die Goler-T.-Butcher-Medaille zugesprochen.
Darüber hinaus wurde er unter anderem mit dem Verdienstorden der Italienischen Republik in den Stufen Commendatore (1976), Grande Ufficiale (1977) und Cavaliere di Gran Croce (2006), dem Großen Goldenen Ehrenzeichen für Verdienste um die Republik Österreich (1990) und dem Großen Bundesverdienstkreuz (2003) ausgezeichnet sowie als Offizier in die französische Ehrenlegion und als Commandeur in den Ordre des Palmes Académiques aufgenommen.

## Werke (Auswahl)
- Crimes against Humanity in International Criminal Law. Den Haag und Boston 1999
- International Extradition: United States Law and Practice. Dobbs Ferry 2007
- International Criminal Law. Drei Bände. Leiden 2008
- The Pursuit of International Criminal Justice: A World Study on Conflicts, Victimization, and Post-Conflict Justice. Antwerpen und Portland 2010